# Porsche 934
La Porsche 934 è una vettura da competizione prodotta dalla casa automobilistica tedesca Porsche a metà degli anni settanta e derivata dalla Porsche 911 Turbo stradale.
La vettura era allestita e preparata per gareggiare nelle competizioni riservate alla vetture del Gruppo 4, perciò di essa dovettero essere costruiti almeno 400 esemplari, come da requisito di omologazione.
Fu sviluppata a partire dalla 911 2.2 Carrera Turbo, una vettura da competizione realizzata in 4 esemplari che gareggiò nel Mondiale Marche a partire dal 1974, che permise alla Porsche di accumulare l'esperienza necessaria per creare la 911 Turbo stradale (denominata Porsche 930 su alcuni mercati) e le 934 e 935 da corsa.

## Specifiche tecniche
Basata sulla Porsche 930 di serie, con cui condivideva il telaio e la scocca, e da cui differiva, esteticamente per l'aggiunta dei passaruota in plastica larghi 50 mm, e per il frontale dotato di generose prese d'aria, la Porsche 934 nascondeva sottopelle una notevole quantità di migliorie tecniche.

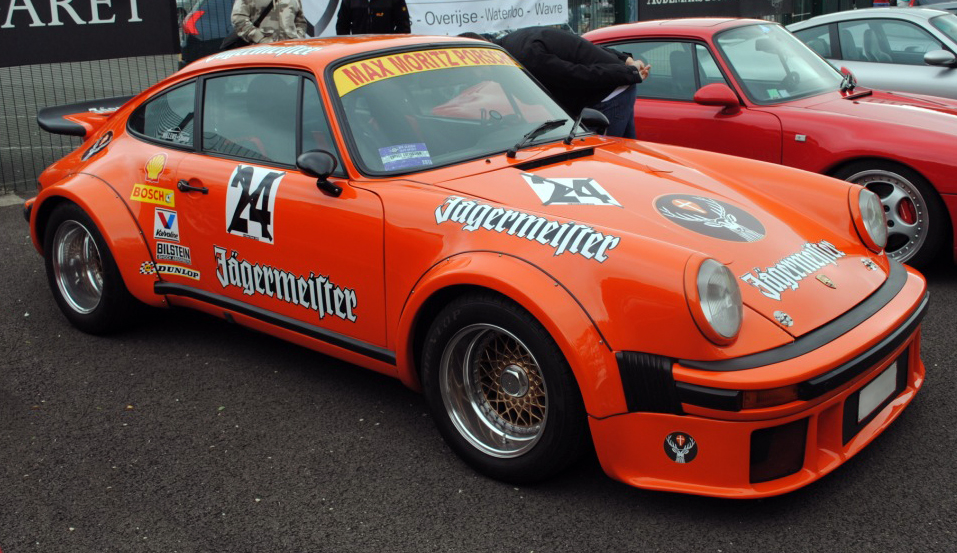
Porsche 934 del team Jagermeister

Sfruttando il capiente bagagliaio anteriore i tecnici di Stoccarda riuscirono a equipaggiare la vettura con un serbatoio del carburante di 120 litri, a cui facevano compagnia, sempre nello stesso vano, il serbatoio dell'olio, la batteria e la bombola dell'impianto di estinzione.
L'abitacolo, spoglio come di consuetudine nelle vetture sportive, prevedeva un solo sedile sportivo con cinture a 6 punti di ancoraggio, oltre a un rollbar integrale in alluminio; la strumentazione era costituita da 6 strumenti, indicanti tutti i parametri della vettura, e in particolare pressione turbina e temperatura olio.
Il comparto sospensivo aveva beneficiato di nuove molle e ammortizzatori oltre a assali rinforzati e nuove boccole in nylon, più durevoli delle originali in gomma mentre nuovi cerchi con fissaggio centrale e dotati di abbondante gommatura (275/600x16 all'anteriore e 325/625x16 al posteriore) permettevano di scaricare a terra la potenza.

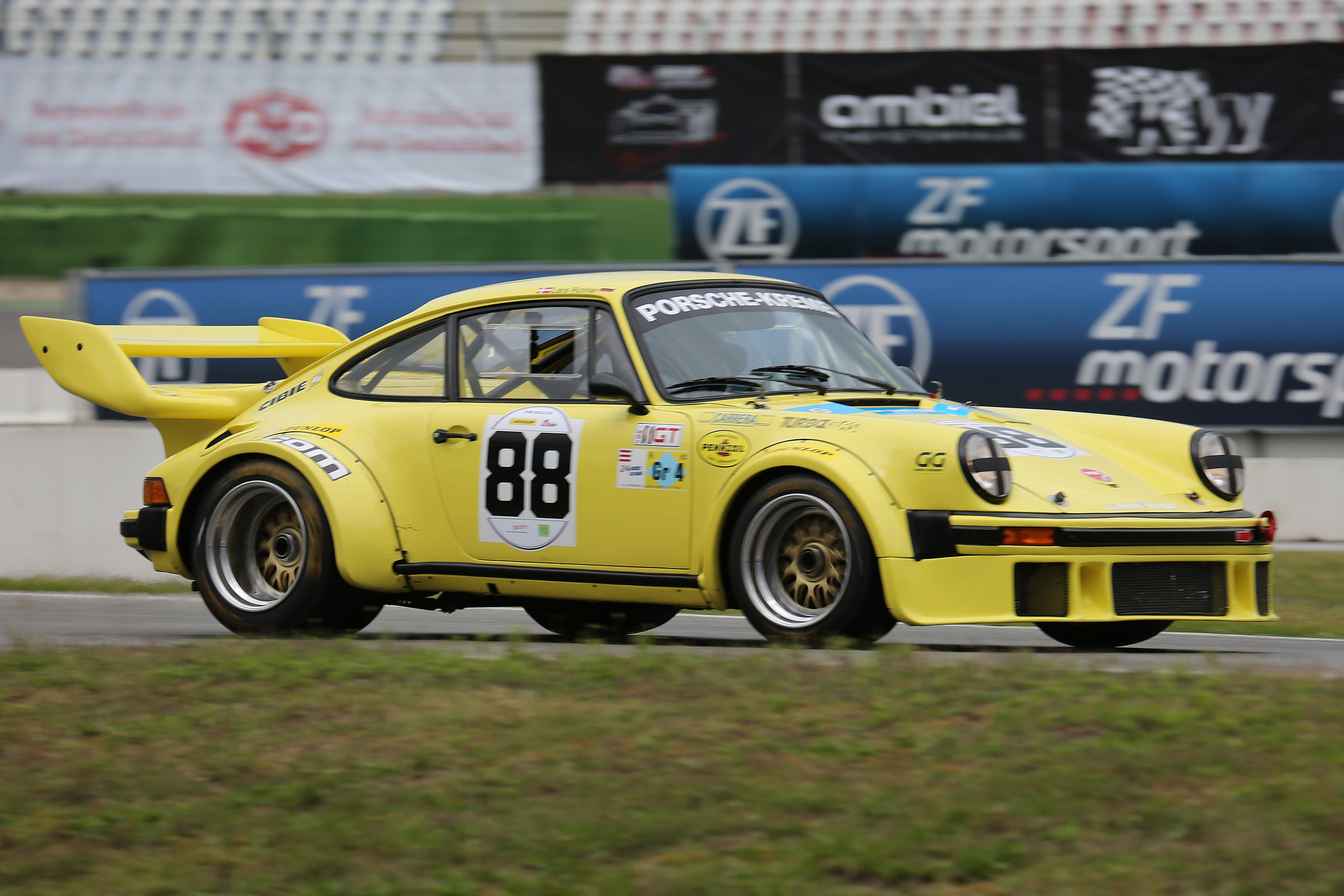
934/5

Un grande lavoro venne fatto anche per il comparto motoristico, partendo dal 6 cilindri boxer a 2 valvole per cilindro di 3 litri capace di circa 300 CV, i tecnici tedeschi riuscirono, sviluppando nuovi alberi a camme e condotti di aspirazione e scarico e utilizzando una centralina Bosch K-Jetronic, a ottenere una potenza di 485, che poteva salire fino a 540, aumentando la pressione del turbo KKK, per le fasi di qualifica.
Nel tempo vennero adattati alcuni particolari derivati dalla Porsche 917, tra cui, impianto frenante maggiorato e ventola di raffreddamento supplementare.
Per l'anno 1976 vennero allestite 31 vetture, di cui la prima riporta numero di telaio 9306700151, che vennero ben presto consegnate a i vari team, tra cui Kremer Racing, GELO Racing e Max Moritz.
Ulteriori 10 vetture vennero allestite nel 1977 per supportare i team americani iscritti al campionato IMSA; queste vetture vennero, in alcuni casi, aggiornate con componenti della Porsche 935, modifica concessa dal regolamento di Gruppo 4 IMSA, e vennero denominate 934/5; nello specifico le modifiche prevedevano un alettone posteriore maggiorato e migliorie al motore, che innalzavano la potenza a 600 CV.

## Risultati sportivi

### 1976
La vettura del team GELO Racing (Tebernum Racing Georg Loos KG), chassis 930 670 0175, pilotata da Toine Hezemans,  conquistò il campionato Europeo riservato alle vetture Gran Turismo.
A completare il podio Helmut Kelleners, in forza al team Jagermeister Max Moritz con il telaio 930 670 0168, e Tim Schenken sempre in forza a GELO Racing con il telaio 930 670 0159.
Ottimi risultati furono conseguiti anche nel DRM (campionato tedesco costruttori).

### 1977
Le vetture sbarcate negli Stati Uniti d'America impressionarono positivamente anche nelle tappe del campionato IMSA, dove difesero con onore i colori del team Vasek Polak.